# Brachynemurus sackeni
Brachynemurus sackeni är en insektsart som beskrevs av Hagen 1888. Brachynemurus sackeni ingår i släktet Brachynemurus och familjen myrlejonsländor. Inga underarter finns listade i Catalogue of Life.